# Meister Mannys Werkzeugkiste
Meister Mannys Werkzeugkiste (engl. Handy Manny) ist eine US-amerikanische computeranimierte Zeichentrickserie der Walt Disney Company aus dem Jahr 2006 und hat 104 Folgen in 3 Staffeln. Auf dem amerikanischen Sender Disney Channel wurde die Serie ab dem 16. September 2006 ausgestrahlt, die deutsche Ausstrahlung erfolgte ab dem 14. Januar 2007 auf Disney Junior, damals noch Playhouse Disney.

## Inhalt
Der freundliche Handwerker Manny ist der Protagonist in der computeranimierten Playhouse Disney-Serie. Zusammen mit seinen sowohl sprechenden als auch etwas eigenwilligen Werkzeugen Schrauber (Turner), Pat, Rosti (Rusty), Zenti (Stretch), Quetschi (Squeeze), Fuxi (Dusty) und Felipe hilft er seinen Freunden in der Not, dabei lehren sie Kindern Hilfsbereitschaft. Das lustige Team ist immer und überall zur Stelle und repariert kaputte Sachen, dabei stellt es viel Unsinn an.
Sowohl Manny als auch seine Werkzeuge sind offenbar Latinos und sprechen sowohl im englischen Original als auch in der deutschen Synchronisation gelegentlich spanisch. Diese Zweisprachigkeit vermittelt im amerikanischen Ursprungsland die Kultur der zahlreichen spanischsprachigen Einwanderer. Das wird
auch durch die Serienhandlung unterstützt, so wird beispielsweise öfters lateinamerikanische Musik oder die Zubereitung mexikanischer Gerichte präsentiert. Die Titelmelodie im Salsa-Stil stammt von der Latino-Band Los Lobos.

## Charaktere
Meister Manny ist der Handwerker von Sheetrock Hills. Bei den Reparaturen stehen ihm seine sowohl sprechenden als auch eigenwilligen Werkzeuge zur Verfügung. In der ersten Episode erhält er bei den „Gute Bürger Awards“ seine eigene Trophäe, nachdem er sie reparierte.
Kelly ist Betreiberin eines kleinen Baumarktes und hat immer alles auf Lager, das Meister Manny für seine Arbeiten benötigt.
Schrauber (im Englischen Turner) ist ein normaler Schlitzschraubenzieher. Er verkörpert das Gegenteil von Felipe und ist mürrisch.
Pat ist ein sehr gesprächiger Hammer. In der Episode „Pat, der Schraubenzieher“ verliert er vorübergehend sein Gedächtnis. Sein Spruch lautet: „Ich bin ein Hammer!“
Rosti (im Englischen Rusty) ist eine ängstliche Rohrzange, die oft ermutigt werden muss.
Quetschi (im Englischen Squeeze) ist eine Zange, die ungeduldig darauf brennt, Nägel herausziehen zu dürfen.
Zenti (im Englischen Stretch) ist ein Maßband, das es liebt, Dinge zu messen. Viele seiner Ideen sind bei den Reparaturen ein Glücksgriff. Außerdem redet Zenti lispelnd.
Fuxi (im Englischen Dusty) ist eine Säge, die gute Ratschläge gibt, auch wenn sie selten funktionieren. Sie ist besessen davon, Holz zu zersägen.
Felipe ist ein Kreuzschlitz-Schraubenzieher (Phillips-Schraubenzieher → Name), der sich für ein extrem wichtiges Werkzeug hält. Viele seiner Ideen verschlimmern zum Teil die Situation. Felipe ist das einzige Werkzeug, was mit einem deutlich spanischen Akzent redet.
Flacker (im Englischen Flicker) ist eine Taschenlampe, die nur spanisch spricht.
Dandy Dan ist ein Freund, der Großbaustellen leitet.

## Synchronisation
Die deutsche Synchronisation entstand bei FFS Film- & Fernseh-Synchron in München unter der Regie von Friedrich Schley und mit Texten von Christine Roche.
| Rolle                        | Englische Synchronsprecher | Deutsche Synchronsprecher |
| ---------------------------- | -------------------------- | ------------------------- |
| Manny (a.k.a. Manuel Garcia) | Wilmer Valderrama          | Patrick Schröder          |
| Schrauber                    | Dee Bradley Baker          | Gerhard Jilka             |
| Rosti                        | Fred Stoller               |                           |
| Quetschi                     | Julianna Rose              | Rieke Werner              |
| Fuxi                         | Kath Soucie                | Jennifer Weiß             |
| Felipe                       | Carlos Alazraqui           | Marcantonio Moschettini   |

## Produktion
Die Serie wurde unter der Regie von Ted Bastien und Sue Blue nach Drehbüchern von Rick Gitelson und Jeff Wynne gedreht. Die Musik komponierte Fernando Rivas. Als Animatoren waren Alexandru Eana und Barry Sanders wesentlich beteiligt.